# Campeonato Soviético de Xadrez de 1974
O Campeonato Soviético de Xadrez de 1974 foi a 42ª edição do Campeonato de xadrez da URSS, realizado em Leningrado, de 30 de novembro a 23 de dezembro de 1974 O título da competição foi dividido por Alexander Beliavsky e Mikhail Tal. Um novo sistema de qualificação para a final foi adotado, com a realização de um torneio em sistema suíço com 64 jogadores em junho-julho na cidade de Daugavpils, Letônia, vencido por Boris Gulko. Outro classificatório era a Primeira Liga, ocorrida em Odessa, em outubro, com 18 jogadores e vencida por Oleg Romanishin.

## Tabela e resultados

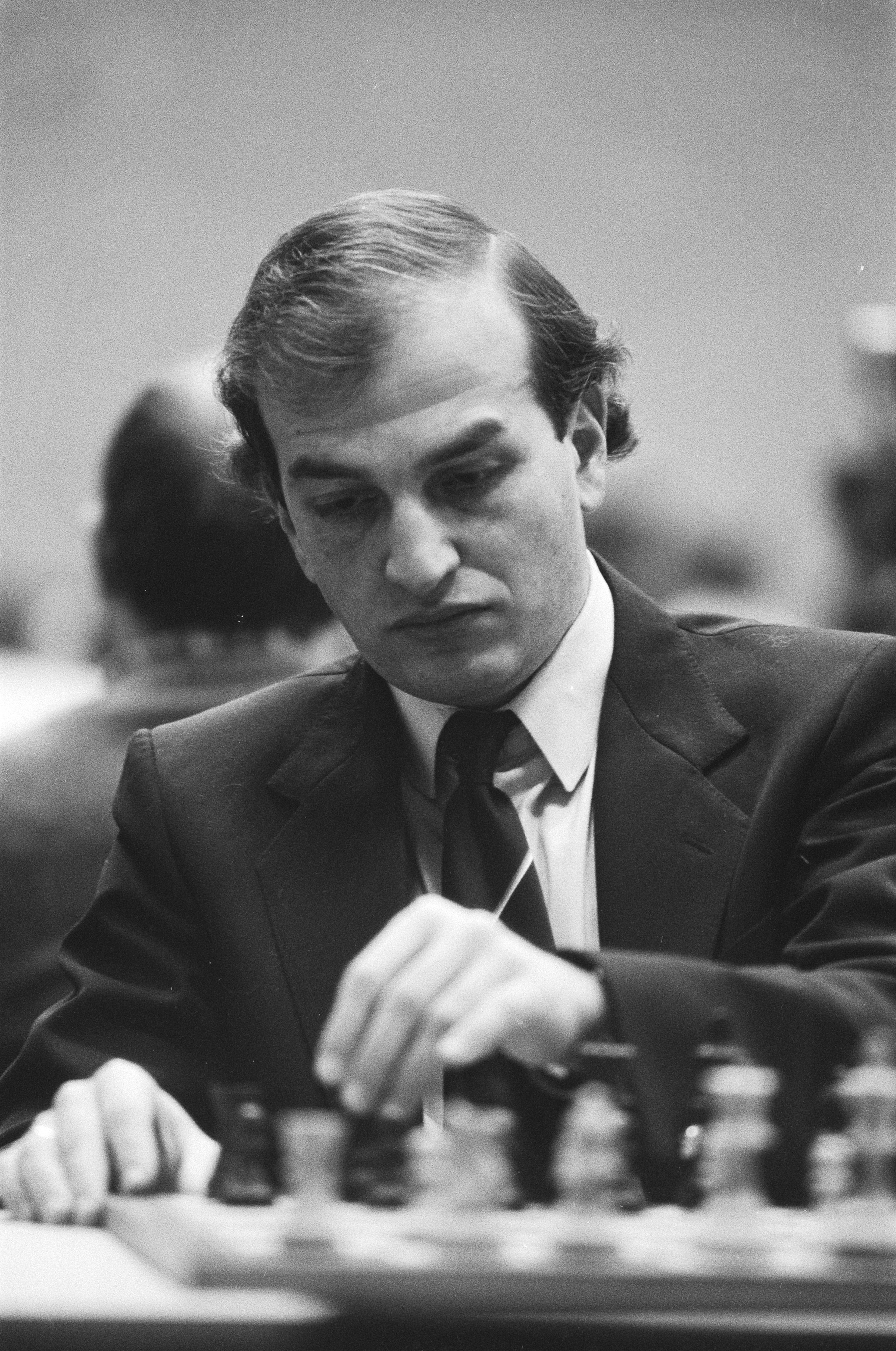
Alexander Beliavsky

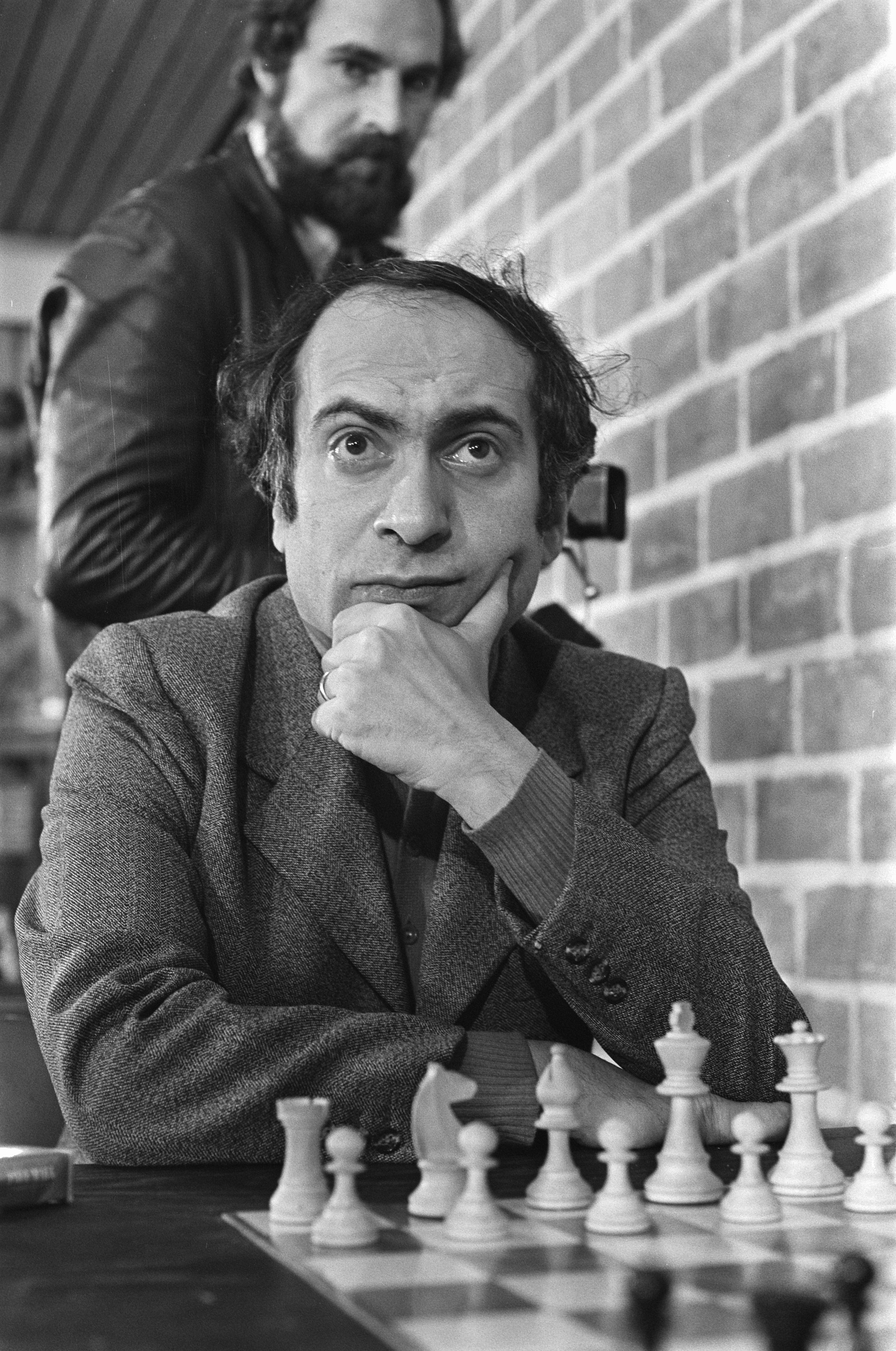
Mikhail Tal

| N° | Jogador             | 1 | 2 | 3 | 4 | 5 | 6 | 7 | 8 | 9 | 10 | 11 | 12 | 13 | 14 | 15 | 16 | Total |
| -- | ------------------- | - | - | - | - | - | - | - | - | - | -- | -- | -- | -- | -- | -- | -- | ----- |
| 1  | Alexander Beliavsky | - | 1 | 0 | 1 | ½ | ½ | 1 | ½ | 1 | 0  | 1  | ½  | ½  | ½  | ½  | 1  | 9½    |
| 2  | Mikhail Tal         | 0 | - | 0 | ½ | ½ | 1 | ½ | 1 | ½ | ½  | 1  | ½  | ½  | 1  | 1  | 1  | 9½    |
| 3  | Lev Polugaevsky     | 1 | 1 | - | ½ | 0 | ½ | ½ | ½ | ½ | 1  | ½  | ½  | 0  | 1  | ½  | 1  | 9     |
| 4  | Rafael Vaganian     | 0 | ½ | ½ | - | 0 | ½ | ½ | 1 | 1 | ½  | 0  | ½  | 1  | 1  | 1  | 1  | 9     |
| 5  | Oleg Romanishin     | ½ | ½ | 1 | 1 | - | ½ | ½ | 0 | ½ | 0  | ½  | 1  | ½  | 0  | 1  | 1  | 8½    |
| 6  | Mark Dvoretsky      | ½ | 0 | ½ | ½ | ½ | - | ½ | ½ | ½ | 1  | ½  | ½  | ½  | ½  | 1  | 1  | 8½    |
| 7  | Lev Alburt          | 0 | ½ | ½ | ½ | ½ | ½ | - | ½ | ½ | 1  | ½  | ½  | 1  | ½  | ½  | 1  | 8½    |
| 8  | Yuri Balashov       | ½ | 0 | ½ | 0 | 1 | ½ | ½ | - | ½ | ½  | ½  | ½  | 1  | ½  | ½  | 1  | 8     |
| 9  | Gennadi Kuzmin      | 0 | ½ | ½ | 0 | ½ | ½ | ½ | ½ | - | ½  | ½  | ½  | ½  | ½  | 1  | 1  | 7½    |
| 10 | Evgeni Vasiukov     | 1 | ½ | 0 | ½ | 1 | 0 | 0 | ½ | ½ | -  | 1  | 1  | ½  | ½  | 0  | 0  | 7     |
| 11 | Vitaly Tseshkovsky  | 0 | 0 | ½ | 1 | ½ | ½ | ½ | ½ | ½ | 0  | -  | ½  | 1  | ½  | 0  | 1  | 7     |
| 12 | Vladimir Savon      | ½ | ½ | ½ | ½ | 0 | ½ | ½ | ½ | ½ | 0  | ½  | -  | ½  | 1  | ½  | 0  | 6½    |
| 13 | Karen Grigorian     | ½ | ½ | 1 | 0 | ½ | ½ | 0 | 0 | ½ | ½  | 0  | ½  | -  | 1  | ½  | 0  | 6     |
| 14 | Mark Taimanov       | ½ | 0 | 0 | 0 | 1 | ½ | ½ | ½ | ½ | ½  | ½  | 0  | 0  | -  | 1  | ½  | 6     |
| 15 | Boris Gulko         | ½ | 0 | ½ | 0 | 0 | 0 | ½ | ½ | 0 | 1  | 1  | ½  | ½  | 0  | -  | 1  | 6     |
| 16 | Viktor Kupreichik   | 0 | 0 | 0 | 0 | 0 | 0 | 0 | 0 | 0 | 1  | 0  | 1  | 1  | ½  | 0  | -  | 3½    |